# La Vie telle qu'elle est
La Vie telle qu'elle est (o Scènes de La Vie telle qu'elle est) è una serie di film diretti da Louis Feuillade tra il 1911 e il 1913.
In precedenza, Feuillade aveva girato un'altra serie, Le Film Esthétique. Passata la moda dei film "artistici", il regista si era rivolto a temi più realistici, con un taglio più ispirato al documentario. Film di impatto popolare, drammi che muovevano a commozione lo spettatore, storie con una morale.
La serie era ispirata a Scene di vita reale della Vitagraph, lanciata sul mercato americano nel 1908.
Tra le caratteristiche della serie francese, si possono ritrovare i seguenti motivi ricorrenti:
- la partecipazione di un gruppo omogeneo di attori (tra questi, Renée Carl e Suzanne Grandais)
- un tipo di recitazione sobria, mai sopra le righe
- l'uso dei primi piani
- un uso semplice delle scene e dei costumi
- situazioni ispirate alla vita moderna

## I film della serie
- Les Vipères (1911)
- Le Mariage de l'aînée (1911)
- Le Roi Lear au village (1911)
- En grève (1911)
- Le Trésor o Le Bas de laine (1911)
- La Tare (1911)
- Le Poison (1911)
- La Souris blanche (1911)
- Le Trust, ou les Batailles de l'argent (1911)
- Le Chef-lieu de canton (1911)
- Tant que vous serez heureux (1911)
- Le Destin des mères (1912)
- L'Accident (1912)
- Les Braves Gens (1912)
- Le Nain (1912)
- Le Pont sur l'abîme (1912)
- S'affranchir (1913)
  - S'affranchir - I - La Conquête du bonheur (1913)
  - S'affranchir - II - Sous le ciel d'Italie (1913)
  - S'affranchir - III - En garnison (1913)